# Omucukia madrela
Espèce
Synonymes
- Madrela madrela Jocqué, 1991

Omucukia madrela est une espèce d'araignées aranéomorphes de la famille des Zodariidae.

## Distribution
Cette espèce est endémique de Madagascar. Elle se rencontre dans la province de Tamatave.

## Description
Le mâle holotype mesure 6,83 mm et la femelle paratype 9,58 mm, les mâles mesurent de 5,66 à 7,00 mm et les femelles de 6,16 à 9,58 mm.

## Publication originale
- Jocqué, 1991 : A generic revision of the spider family Zodariidae (Araneae). Bulletin of the American Museum of Natural History, no 201, p. 1-160 (texte intégral).